# Rhinopomastus aterrimus
Rhinopomastus aterrimus là một loài chim trong họ Phoeniculidae.